# Carlos Alberto Madrazo Becerra
Carlos Alberto Madrazo Becerra (Villahermosa, Tabasco, 7 de julio de 1915-Monterrey, Nuevo León, 4 de junio de 1969) fue un político mexicano, miembro del Partido Revolucionario Institucional. Fue gobernador de Tabasco, además es padre de Roberto Madrazo Pintado, quien también fue gobernador de Tabasco y que fue candidato presidencial del PRI. Era conocido como El Ciclón del Sureste.

## Primeros años
Hijo de Píoquinto Madrazo López, un empresario, y Concepción Becerra, una maestra de escuela. Su infancia estuvo marcada por la pobreza, pero su madre le enseñó la voluntad de superar la adversidad. Fue un ávido aprendiz, estudió en el Instituto José N. Rovirosa, donde sus habilidades en la oratoria lo llevaron a ser seleccionado para dar un discurso sobre Benito Juárez en el nacimiento del héroe. El gobernador de Tabasco, Ausencio Conrado Cruz y Tomás Garrido Canabal, presidente de la Liga de Resistencia Central de Pro Calles, ambos presentes como invitados en el evento, quedaron impresionados con su pasión y elocuencia. Después del evento, Garrido Canabal invitó a Madrazo en sus giras de conferencias en todo el estado, donde fue conocido como "el joven tribuno".
Madrazo recibió una beca del gobierno del estado de Tabasco y estudió en la Universidad Juárez donde organizó la Confederación de Estudiantes Socialistas del Sureste (Confederación de Estudiantes Socialistas del Sureste), que también contó con el apoyo de los campesinos y mano de obra. También escribió para el periódico Redención.
Se mudó a la Ciudad de México para continuar sus estudios en la Escuela Nacional Preparatoria. Fue el líder de la Organización de los Camisas Rojas (una organización de jóvenes socialistas), fundada en la década de los años 30 por Tomás Garrido Canabal en ese tiempo gobernador de Tabasco. Este movimiento estaba integrado primordialmente por grupos de choque, jóvenes muy violentos y su objetivo era la eliminación total del catolicismo. Pero el 30 de diciembre de 1934 dispararon contra un grupo de católicos en la Plaza Coyoacán del Distrito Federal, cuando salían de misa, matando a la joven de 27 años María de la Luz Camacho. Los católicos reaccionaron violentamente y entonces sin pensarlo mucho actuaron contra un joven camisa roja que recién llegaba a la plaza, Ernesto Malda y Ferro, linchándolo.
Y en 1937 representó a la Sociedad Nacional de Estudiantes de la Escuela Preparatoria como su presidente en el Segundo Congreso de Estudiantes Socialistas Mexicanos en Uruapan, Michoacán. En el mismo año, obtuvo su título de abogado en la Universidad Nacional Autónoma de México y se unió al Partido de la Revolución Mexicana (PRM, luego renombrado PRI), convirtiéndose en su presidente de 1938 a 1939. También presidió la Confederación de la Juventud Mexicana. En 1942 fue nombrado director general de Acción Social del Distrito Federal Mexicano. (DF) y en 1944 se convirtió en director de la Escuela Nacional de Archiveros y Bibliotecarios.
En 1943, fue elegido diputado federal por el II Distrito del Distrito Federal, y llegó a ser presidente de la Cámara de Diputados en septiembre de 1944 durante la remoción de la presidencia de Herminio Ahumada. Pero como partidario de Javier Rojo Gómez, que aspiraba a suceder al presidente Manuel Ávila Camacho, fue blanco de los rivales de Rojo Gómez, que lo implicaron en un plan para dispersar tarjetas fraudulentas del Programa Bracero a los posibles migrantes. Como resultado, fue encarcelado. No pasó mucho tiempo antes de que fuera exonerado de culpa.
También colaboró con Vicente Lombardo Toledano en la Universidad Obrera y fue presidente de la Confederación de Estudiantes Socialistas de México, lo mismo que de la de Jóvenes Mexicanos, antes fue uno de los fundadores de la “Confederación de Estudiantes Socialistas del Sureste”, que incluía también obreros y campesinos.
En 1952, Madrazo fue nombrado Jefe del Departamento Legal de la Comisión de la Caña de Azúcar. El mismo año nació su hijo Roberto Madrazo, quien luego representaría al PRI en las elecciones presidenciales mexicanas de 2006. En 1954 escribió Anécdotas de Personajes Famosos ("Anécdotas de personas famosas"). Representó al gobierno del estado de Tabasco en la Ciudad de México y apoyó la exitosa apuesta de Adolfo López Mateos por la presidencia, haciendo campaña en su nombre. Cuando López Mateos llegó a Tabasco, propuso el desarrollo del sureste de México como una posibilidad para la principal fuente de ingresos del país.

## Gobernador de Tabasco
El 20 de abril de 1958, Carlos Madrazo hizo el juramento de candidatura para el cargo de Gobernador de Tabasco y fue elegido en 1959, apoyado por el PRI (Partido Revolucionario Institucional) para el período de 1959 a 1964. Su gobierno hizo mejoras públicas como 100 kilómetros de carretera y la apertura de cientos de escuelas y hospitales además de dotarlos con los elementos necesarios para su función. Desarrollos como las plantas de rehidratación y pasteurización de la leche y la industrialización de la industria del cacao en Cárdenas. También le dio un gran impulso a las comunicaciones y a las vialidades de la capital, las fuentes de: Los niños traviesos, De los pescadores, Maya y Del Chorro, así como los monumentos a Gregorio Méndez y Andrés Sánchez Magallanes, gestionó también entre otras muchas cosas, la construcción del puente "Grijalva" el cual unió por tierra al centro del país con la Península de Yucatán. Con las obras de Madrazo, la fisonomía de Villahermosa, comenzó a cambiar de ser una ciudad pequeña, a una ciudad mediana de toque moderno (para la época) y con renovado brío, sin embargo, faltarían muchos años para que figurara como pieza importante del quehacer nacional, dado el centralismo imperante en el México de la última mitad del siglo XX.

## Presidente Nacional del PRI
Después de su gobierno, el presidente Gustavo Díaz Ordaz nombró a Madrazo para la presidencia del Comité Ejecutivo Nacional del PRI, con la esperanza de que su liderazgo enérgico pero leal aplacaría la facción juvenil del partido sin interrumpir el control del apoyo dado para el período de 1959 a 1964, la considerada vieja guardia del partido. Pero Madrazo tomó su nombramiento como mandato para democratizar el partido. Intentó una nueva reforma en el partido para la elección democrática de los candidatos, ya que propuso que no fueran elegidos por el presidente en turno, sino a través de una elección interna entre los militantes del PRI y en ello entró en pugna contra el presidente Díaz Ordaz. Reemplazó a viejos y corruptos funcionarios del partido con miembros dinámicos de la nueva generación, e intentó instituir reformas como primarias abiertas para oficinas locales y una "Comisión de Honor" para investigar y castigar la corrupción política. Estas propuestas revelaron la naturaleza vacía de la "democracia" mexicana y le ganaron enemigos dentro del PRI, por lo que en noviembre de 1965 se vio obligado a renunciar a su liderazgo del partido, al ver fracasado su esfuerzo.

## Movimiento Agrario
Madrazo también apoyó el movimiento agrario. En esta lucha fue acompañado por la escritora Elena Garro (exesposa de Octavio Paz, Premio Nobel de Literatura), que a su vez fue señalada y perseguida por brindar su apoyo al político tabasqueño.

## Fallecimiento
Carlos Madrazo Becerra falleció en Monterrey, Nuevo León, el 4 de junio de 1969, en el accidente aéreo cuando el avión de la Compañía Mexicana de Aviación, vuelo 704 que era un Boeing 727X-SEC se estrelló a las 8 de la mañana, en el cerro de Tres Picos de la Serranía del Frayle, a las afueras de la Ciudad de Monterrey, capital del estado de Nuevo León. De tal magnitud fue la explosión, que del cuerpo del licenciado Madrazo Becerra solo se encontró una mano con el anillo matrimonial. Aunque se especuló sobre la posibilidad de un asesinato político, dado que testigos en tierra vieron y oyeron la explosión antes de tocar el cerro. Pero el Gobierno Federal encabezado por Gustavo Díaz Ordaz, dieron la versión oficial de accidente aéreo; durante la presidencia de Andrés Manuel López Obrador, él dio testimonio que su colega, el Ing. Cuauhtémoc Cardenas le confesó que en una reunión de su padre, el general Lázaro Cárdenas con el general Marcelino García Barragán, Secretario de la Defensa Nacional de México durante el sexenio de Díaz Ordaz, éste le platicó al general Cárdenas que tanto la orden de la matanza del 68 como el derrumbe del avión fue ordenado desde Presidencia y que había sido ejecutado por el extinto Estado Mayor Presidencial. Sus restos, junto con los de su esposa Graciela Pintado, descansan en el Panteón Jardín de la Ciudad de México.

## Legado
Poseía una oratoria elocuente. Sus discursos llenos de pasión impresionante, lo consagraron como uno de los grandes oradores mexicanos y como uno de los últimos líderes del PRI. En una compilación que hiciera Juan José Rodríguez Prats, sobre los discursos de Carlos Madrazo, se constata la trascendencia de sus ideas, que muestran la visión de un hombre amante de la cultura y adelantado a su tiempo ya que muchos de los cambios democráticos en México, que se han realizado ahora, el los mencionó.
En su honor, muchas escuelas, calles, colonias y fraccionamientos de ciudades tabasqueñas llevan su nombre.